# Alfred McCoy
Alfred W. McCoy (n. 8 de junio de 1945) es un historiador y profesor de Historia de la University of Wisconsin–Madison. Ganó su B.A. en el Columbia College, y su Ph.D en historia del sudeste asiático en la Universidad de Yale.

## Las tesis de McCoy
McCoy ha investigado y escrito acerca de la historia de las Filipinas y sobre el Sudeste asiático, en particular el tráfico de drogas del Triángulo Dorado (especialmente opio y heroína. Su libro, The Politics of Heroin in Southeast Asia., documenta la colaboración entre la CIA y los carteles de droga en esta región.

### Readecuación de los mercados del Opio
La tesis principal del trabajo de McCoy es que tras la efectiva supresión del tráfico de opio/heroína en Norteamérica durante la Segunda Guerra Mundial y la subsecuente decisión de prohibir el opio en Turquía —la cual era una de las principales fuentes de opio crudo — el crimen organizado de Europa y Norteamérica urdió una gigantesca conspiración para establecer nuevos centro de producción de opio, refinamiento de heroína y distribución en el Sudeste de Asia; una actividad que se vio considerablemente facilitada por la Agencia Central de Inteligencia y la situación política inestable creada por la guerra de Vietnam.

### La Conexión francesa
McCoy afirma que durante la primera guerra de Indochina (1947-1954), la inteligencia militar francesa Servicio de Documentación Exterior y Contraespionaje necesitaba dinero para sus operaciones "negras". Sus oficiales contactaron con productores y traficantes de opio en el Triángulo Dorado, y armaron una red internacional de tráfico con ayuda de otras instituciones de inteligencia francesas, como la SDECE. El sistema persistió después de la guerra, conociéndose como la French Connection.

### Lucky Luciano
McCoy afirma que la conspiración llamada "French Connection" se formó a partir de una alianza de la Mafia corsa, la cual tenía una presencia histórica en Vietnam del Sur que se inició en la ocupación francesa, y miembros de la Mafia siciliana y norteamericana, bajo el liderazgo de Lucky Luciano, quien había estado en la cárcel durante la Segunda Guerra Mundial por negociación ilícita además de narco-prostitución, pero hizo un trato con la inteligencia norteamericana para prevenir la infiltración de los Países del Eje en el marco de los puertos norteamericanos (los cuales estaban controlados efectivamente por la Mafia), además de asesorar a las fuerzas aliadas en su invasión de Sicilia e Italia. Utilizó sus contactos con la Mafia siciliana para ayudar a la Oficina de Inteligencia Naval y a la OSS e identificar tanto a los fascistas como a elementos socialistas y comunistas en el Movimiento de resistencia italiano, los cuales fueron sistemáticamente asesinados.
En pago a su ayuda, a Luciano se le permitió manejar sus negocios desde la prisión, y al final de la guerra fue deportado a Sicilia, donde inmediatamente expandió sus negocios de drogas, creando alianzas con los miembros de la mafia corsa en Vietnam de Sur y con figuras del crimen organizado de otros países como Australia e Israel.

### Relación de la CIA con el narcotráfico
«...la participación norteamericana iba más allá de una complicidad accidental; las embajadas enmascaraban la participación de gobiernos enteros en el negocio, las aerolíneas a contrata de la CIA como Air America transportaban opio a raudales, y agentes individuales estaban ligados al tráfico de opio. Como consecuencia indirecta de la participación norteamericana en el Triángulo Dorado hasta 1972, la producción de opio se disparó.... el opio proveniente del Triángulo Dorado del sudeste asiático creció en un  70 %  y comenzó a ser responsable del 33% de la heroína vendida en Estados Unidos,y empezó a ser capaz de poder mantener a las generaciones de estadounidenses que venían con heroína ilimitada.
Alfred Mc Coy, Las políticas de la heroína

«....En la mayoría de los casos, el papel de la CIA era de complicidad, tolerancia o estudiada ignorancia acerca del tráfico, no de culpabilidad directa... La CIA no manipulaba la heroína pero proveía a los  señores de la droga aliados con transporte, armas y protección política. En resumen, el papel de la CIA en el narcotráfico era de indirecta complicidad más que de culpabilidad directa.»
Alfred McCoy, Las políticas de la heroína

McCoy cree que la CIA reclutó a los señores de la droga en el marco de la Guerra Fría, generando un conflicto entre la guerra contra las drogas y la guerra fría." Para esta instancia, McCoy sugiere que la CIA ayudó a los señores de la droga en Burma en 1950 en sus operaciones contra China. Afirma algo similar para el tráfico de drogas desde 1965 a 1975 en Laos y a través de los 1980s en Afganistán, apoyando al señor de la droga Gulbuddin Hekmatyar, líder de la guerrilla Hezbi Islami.
También descubrió actividades de lavado de dinero por bancos controlados por la CIA, primero el Castle Bank, el cual fue reemplazado por el Nugan Hand Bank, de quien era su consejero legal William Colby, exdirector de la CIA. También alude al BCCI, que pasa a desempeñar el mismo papel que el Nugan Hand Bank después de su colapso a principios de los 1980s, afirmando que el «boom en el tráfico de drogas de Pakistán fue financiado por el BCCI»..

### Guerra ¿contra? las drogas
Entre la política represiva (la "Guerra contra las drogas"), que McCoy considera un fracaso («La represión produce una caída en los suministros y eso aumenta el precio estimulando la producción en el mundo entero.»)y una legalización de las drogas, que considera «políticamente impracticable», McCoy apoya una "estrategia alternativa», la regularización.

«Apoyo la regularización ya que la cocaína y la heroína son mercancías que permiten transar con ellas como tales. No puedes reprimir las mercancías, debes regularlas.»
Alfred McCoy. 

Además, en vez de las políticas bilaterales que se están llevando con países como Colombia, Bolivia, etcétera —ver Campaña de Erradicación de la coca— por parte de los EE. UU., McCoy se muestra más favorable a políticas multilaterales bajo control de Naciones Unidas.

## Premio Grant Goodman
En 2001, la Asociación para estudios Asiáticos lo galardonó con el Premio Grant por su carrera de contribuciones al estudio de Filipinas.